# Entwine
Entwine é uma banda finlandesa de metal gótico, original da cidade de Lahti, formada em 1995. Algumas das canções mais conhecidas são "Silence Is Killing Me", "Blood of Your Soul" e "Snow White Suicide". Recentemente o vocalista Mika Tauriainen fez uma participação na canção "Only For the Stars in Your Eyes" do álbum Salome The Seventh Veil, da banda alemã Xandria.

## Biografia
Entwine é uma banda finlandesa de metal gótico fundada em 1995 por Aksu Hanttu, Tom Mikkola e Teppo Taipale, que, aproximadamente por dois anos, pertenceu ao estilo death metal. Após esse período, a banda evoluiu para um lado mais melódico, o que resultou na entrada de Panu Willman e na gravação da primeira demo, "Divide Infinity". O retorno foi extremamente positivo, fazendo com que a banda continuasse substituindo o estilo death metal por gótico. No entanto, somente após a entrada da tecladista Riitta Heikkonen, em fevereiro de 1998, que Entwine começou a fazer apresentações ao vivo.
Em 1999, a Spikefarm Records ofereceu um acordo de gravação, e em setembro do mesmo ano o álbum de estreia "The Treasures within Hearts" foi lançado. Apesar de ter recebido boas críticas e ter contribuído para o crescente sucesso da banda, Willman e Taipale deixaram a banda, dando lugar para Joni Miettinen no baixo e para Mika Tauriainen no vocal.
O álbum seguinte, "Gone", foi lançado em abril de 2002, recebendo imediatamente críticas gloriosas do mundo inteiro. Este álbum foi nomeado como o álbum do mês da revista Germany's Hammer, e o single "New Dawn" foi tocado permanentemente nos clubes alemães. Além disso, seu sucesso foi coroado pelo alcance de New Dawn do décimo lugar no Top Ten finlandês. Em 2001, o guitarrista Jaani Kähkönen juntou-se ao grupo como um membro ao vivo, mas logo tornou-se um membro permanente, desempenhando seu papel junto com P. Willman e, em 2002, Entwine conseguiu atingir o Astia Studios com o produtor Anssi Kippo para gravar seu terceiro álbum, "Time Of Despair". Lançado na primavera do mesmo ano, o álbum desencadeou uma turnê mundial junto com as bandas Theatre Of Tragedy e Ram-Zet. Após isso, foram lançados os singles "The Pit" e "Bitter Sweet", este último com videoclipe.
O quarto álbum da banda, "DiEversity", também foi gravado no Astia Studios, seguido pelo lançamento do EP "Sliver", resultando no videoclipe da música "Break Me". O álbum seguinte, "Fatal Design", apresenta um som mais pesado em relação ao passado gótico da banda, e foi precedido pelo lançamento do single "Surrender", que rendeu o lançamento de mais um videoclipe.
Em novembro de 2008, a banda lançou o single "The Strife", juntamente com outro videoclipe. Seu último lançamento foi o álbum "Painstained" no final de janeiro de 2009, lançado pela gravadora Spinefarm Records e produzido por Hiili Hiilesmaa. Para "Painstained, foi feito um vídeo de divulgação, sendo o primeiro álbum a ter lançamento oficial no Reino Unido. Isto contribui para que o Entwine entrasse, mais uma vez, no Top Ten das paradas de sucesso finlandesas, de volta com canções mais melódicas que em seus álbuns antecessores.
No dia 09 de agosto de 2019 a banda publicou, em seu perfil oficial na rede social Facebook, um vídeo comunicando as datas da nova turnê da banda intitulada "Entwine Tour 2019". Neste mesmo vídeo também é informado o encerramento da banda e que o show a ser realizado no dia 09 de novembro de 2019, que será realizado na cidade de Lahti (Finlândia), será o último da banda.

## Integrantes

### Formação atual
- Mika Tauriainen — vocal
- Tom Mikkola — guitarra
- Jaani Kähkönen — guitarra
- Joni Miettinen — baixo
- Aksu Hanttu — bateria

### Membros antigos
- Riitta Heikkonen — teclado e vocal (1997 - 2006)
- Teppo Taipale — baixo (1995 - 1999)
- Panu Willman — vocal e guitarra (1997 - 1999)

## Discografia

### Álbuns de estúdio
- 1999 - The Treasures Within Hearts
- 2001 - Gone
- 2002 - Time of Despair
- 2004 - diEversity
- 2006 - Fatal Design
- 2009 - Painstained
- 2015 - Chaotic Nation

### EP
- 2005 - Sliver

### Compactos
- 2000 - New Dawn
- 2002 - The Pit
- 2004 - Bitter Sweet
- 2005 - Break Me
- 2006 - Surrender
- 2006 - Chameleon Halo
- 2008 - The Strife
- 2010 - Save Your Sins
- 2014 - Plastic World

## Videografia
- 2001 - New Dawn
- 2004 - Bitter Sweet
- 2008 - Break Me
- 2008 - Surrender
- 2009 - Strife